# ام‌وی پلاسی
ام‌وی پلاسی (به انگلیسی: MV Plassy) یک کشتی بود که طول آن ۱۷۳٫۸ فوت (۵۳٫۰ متر) بود. این کشتی در سال ۱۹۴۰ ساخته شد.